# Anasterias antarctica
Anasterias antarctica is een zeester uit de familie Asteriidae. De wetenschappelijke naam van de soort werd in 1857 gepubliceerd door Christian Frederik Lütken.